# SS 메러디스 빅토리
SS 메러디스 빅토리(SS Meredith Victory, 1945년~1993년)는 2차 세계대전 당시 미국 캘리포니아주 로스앤젤레스에서 건조된 무어-맥코맥사(Moore-McCormack Lines)의 화물선이다. 길이 455피트(약 138.7m). 7,600톤. 배의 정원은 60명. 'SS Meredith Victory'라는 이름은 미국 노스캐롤라이나주의 메러디스대학 (Meredith College) 이름을 따서 지어졌다. 배 이름 뒤에 '빅토리'라는 단어가 붙은 일련의 배는 2차 세계대전 당시 짐과 장비를 실어나르는 화물선으로 만들어졌다.

## 흥남 철수 작전
메러디스 빅토리호는 1950년 12월 부산에 물자를 내려놓은 뒤 12월 22일 흥남항으로 갔다. 당시 흥남항은 미군과 한국군 105,000명과 피난민 90,000명이 운집하여 혼잡한 상태였다. 미국 군함과 비행기가 중공군에 폭격을 하는 동안 군함과 상선은 약 200척이 흥남 철수 작전에 동원됐다. 메러디스 빅토리호의 정원은 60명이었고, 이미 선원 47명이 타고 있었기 때문에 원래는 13명만 더 태울 수 있었다. 미 육군 대령들이 레너드 라루 선장에게 피난민과 함께 철수할 수 있는지 문의하였고 라루 선장은 명령이 아니었기 때문에 거부할 수도 있었지만 피난민을 최대한 승선시켜 철수를 시작하였다.
언론 기사들과 영화 국제시장 (영화) 등에는 피난민을 태우기 위해 메러디스 빅토리호에 이미 실었던 무기와 장비들을 도로 내려놓은것처럼 묘사하고 있지만 이는 사실이 아니고 당시 메러디스 빅토리호의 선원들의 증언에 의하면 실려있던 화물을 내려놓은 것이 아니고 원래 비어있는 화물칸을 개조하는 작업을 펼친후 피난민을 태웠다
당시 상황 증언
메러디스 빅토리호가 흥남항구에 도착한 후 미 육군 대령들이 배에 승선하여 그의 배가 항구에 남아있는 마지막 배들 중 하나라고 말한 후 마리너스 레너드 라루 선장이 자원하여 배를 끌고 부두로 들어가 해변의 피난민들 중 몇 명이나 태우고 부산으로 갈 수 있는지 물었습니다. 피난민들은 만약 탈출하지 못한다면 모두 공산군에게 죽임을 당하는 위기에 있는 사람들이었습니다.
레너드 라루 선장은 주저없이 배를 부두로 끌고 들어가 가능한많은 피난민들을 태우겠다고 했습니다. 12월 22일의 밤과 12월 23일 동안 그와 승무원들은 14,000명의 피난민들을 미국 구축함의 집중포화와 엄호 속에 메러디스 빅토리 호에 승선시켰습니다.

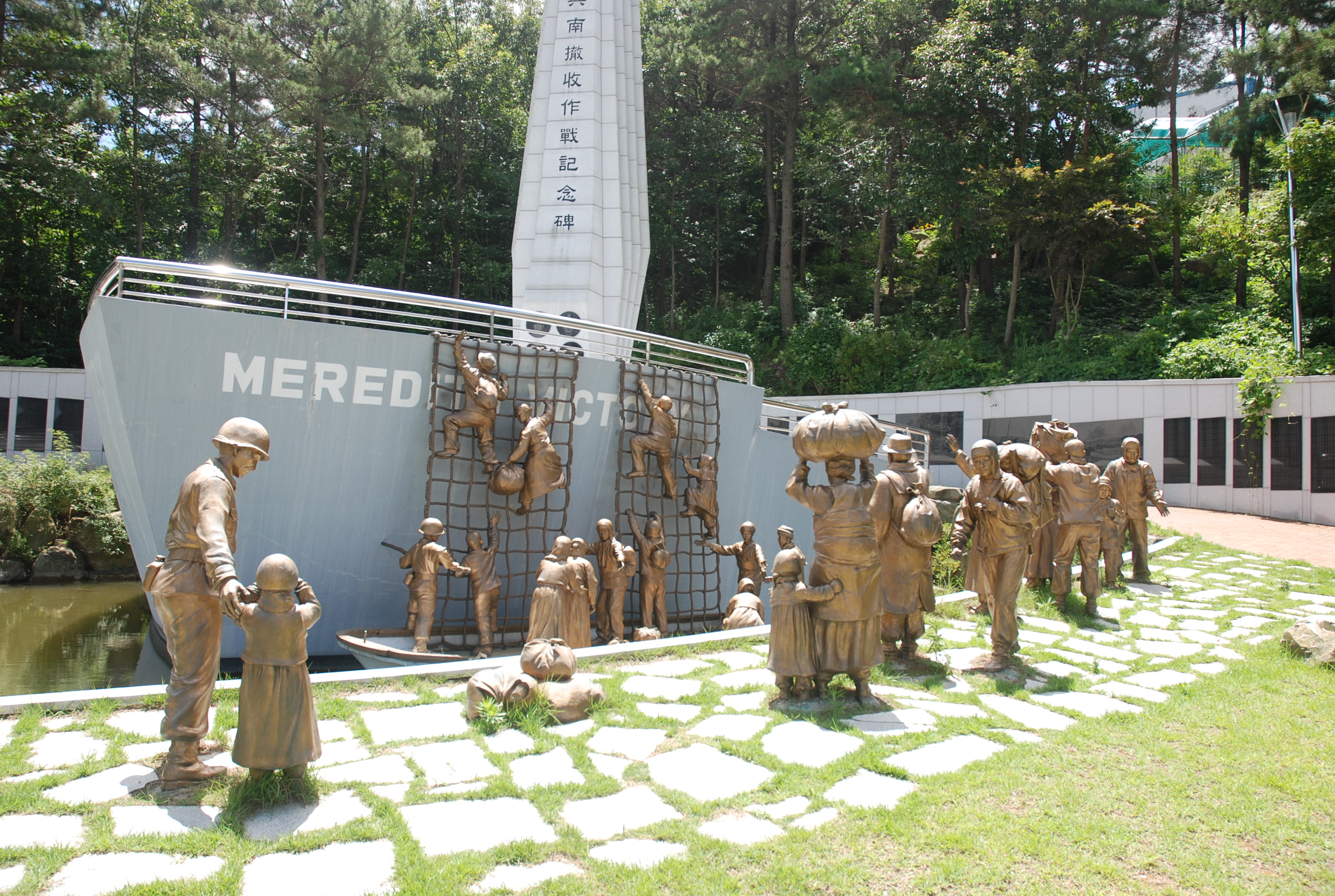
흥남철수작전 기념비 (거제포로수용소)

피난민이 승선하는 동안 미 육군 3사단은 후방을 방어하다가 3명이 죽었다. 메러디스 빅토리호는 28시간 동안 항해해서 부산항으로 이동했다. 음식과 물, 이불, 의약품이 모두 부족했고, 적이 공격하는 중이었지만 희생자는 한명도 없었다. 선원들은 옷을 벗어 여성과 아이들에게 줬지만 상태는 심각했다. 한때는 젊은이들이 음식을 달라며 폭동을 일으키기 직전까지 갔다. 12월 24일 부산항에 도착했지만 이미 피난민으로 가득찼다는 이유로 입항이 거절됐다. 같은 날 알몬드는 흥남부두에 내려놓은 무기를 중공군에게 뺏기지 않도록 흥남부두를 폭파시켰다. 라루 선장은 할 수 없이 50마일을 더 항해해서 크리스마스인 25일 거제도 장승포항에 피난민을 내려놓았다. 항해 도중 아기 5명이 태어났다.

## 해체
메러디스 빅토리호는 흥남 철수 작전이 끝난 뒤 시애틀로 갔다가 베트남전에 투입되기 전까지 수년간 워싱턴주 브레머턴(Bremerton, WA)에 정박해 있었다. 1971년 퇴역했고, 1993년 중국에 팔려 고철로 분해됐다.
1990년대 초반은 인터넷이 활성화가 안 된 시절이라 정보 수집이 어려웠던 점도 분명히 있지만 당시 L.A. 언론에 매각예정 사실이 보도까지 되었었으며 판매가격도 미화 355,900달러(당시 환율로 계산하면 약 2억 8,500만원)으로 주미국 대한민국 대사관 공관원들이 이런 동향 파악을 해서 매각 사실을 정부에 알렸다면 충분히 메러디스 빅토리호를 매입하고 국내로 인수하여 박물관 등으로 활용할 수 있었기 때문에 이에 대한 비판이 제기되었다.

## 상훈
이 배는 미국 의회에서 갤런트 표창(Merchant Marine Gallant Ship Citation)을 받은 몇 안되는 배 중의 하나이다. 미국 교통부(DOT)는 메러디스 빅토리호를 '인류 역사상 가장 위대한 구출을 한 기적의 배'라고 선포했다. 미국에선 이 배의 철수 작전의 전말을 담은 <Ship of Miracles>(저자 Bill Gilbert, 출판사 Triumph Books)라는 책이 출판됐다. 이 책은 2003년 7월 <기적의 배>(저자 빌 길버트, 역자 안재철, 자운 간), 2004년 7월 <마리너스의 기적의 배>(저자 빌 길버트, 역자 안재철, 자운각 간)으로 번역돼 한국에서 출판됐다.
레너드 라루 선장은 이후 대한민국 정부로부터 금성 을지무공훈장 (1955년 11월 10일, 수여식은 1955년 12월 22일)을 받았고 모든 선원들은 대통령 표창 (1958년 5월 20일, 수여식은 1958년 6월 3일)을 받았다.
그리고 미국에서는 1960년 8월 24일 모든 선원들이 Merchant Marine Meritorious Service Medal 그리고 메러디스 빅토리호는 Merchant Marine Gallant Ship Citation을 받았다.
2001년 라루 선장의 장례 미사에 우연히 참석했던 재미동포 기업가 안재철씨는 라루 선장의 삶에 크게 감화를 받고 이후 흥남철수 관련 <생명의 항해>라는 책을 펴냈다. 안씨는 철수 작전 당시 일등 항해사였던 로버트 러니씨와 함께 기네스 기록 등재를 신청했고, 2004년 9월엔 기네스에 '인류 역사상 가장 위대한 구조'를 한 배로 기록됐다. 거제도 포로수용소 유적공원에 메러디스 빅토리호 모형이 만들어졌다.

## 레너드 라루 선장
레너드 라루(Leonard LaRue) 선장은 필라델피아에서 태어났고, 바다에서 22년을 보냈다. 2차 세계대전 중에는 대서양에서 상선을 타고 작전에 참가했다. 1952년 작전 참가 업무가 끝났고, 1954년 바다를 떠나 뉴저지주 뉴턴시에 있는 베네딕토회의 성 바오로 수도원(St. Paul's Abbey in Newton, N.J)에 들어가 '마리너스'(Marinus)라는 이름의 수사로 2001년 10월 87세로 숨질 때까지 평생을 봉헌했다. 마리너스는 "바다(marine)가 아니라 성모 마리아에서 따왔다"고 한다. 라루 선장은 흥남 철수 작전 당시 상황을 "나는 쌍안경으로 비참한 광경을 봤다. 피난민들은 이거나 지거나 끌 수 있는 모든 것을 가지고 항구로 몰려들었고, 그들 옆에는 병아리처럼 겁에 질린 아이들이 있었다"고 회고했다. 또 당시 항해를 "때때로 그 항해에 대해서 생각한다. 어떻게 그렇게 작은 배가 그렇게 많은 사람들을 태울 수 있었는지, 그리고 어떻게 한사람도 잃지 않고 그 끝없는 위험들을 극복할 수 있었는지. 그해 크리스마스에 황량하고 차가운 한국의 바다 위에 하느님의 손길이 우리 배의 키를 잡고 계셨다는 명확하고 틀림없는 메시지가 내게 와 있었다"라고 회고했다. 라루 선장은 이때의 경험으로 베네딕토회 수사가 된 것으로 보인다. 마리너스 수사가 몸담았던 성 바오로 수도원은 마리너스 수사가 숨지기 이틀전 한국의 성 베네딕도회 왜관수도원으로부터 도움을 받기로 했다. 이후 왜관수도원의 수사들이 바오로 수도원에 파견돼 수도활동을 하고 있다.

## 제임스 로버트 러니 항해사
제임스 로버트 러니(James Robert Lunney) 항해사는 1927년 12월 15일 뉴욕 브롱스에서 출생하여 해군으로 태평양전쟁에 참전했고 1950년 6월 뉴욕 알프레드 대학을 졸업하고 법대 진학을 목적으로 학비를 모으기 위해 메러디스 빅토리호의 항해사로 취업하여 레너드 라루 선장을 도와 22살의 나이로 한국전쟁에서 흥남 철수 작전을 성공적으로 수행했다. 우연하게 수도자가 된 레너드 라루 선장의 장례미사에서 만난 미국계 한인사업가 안재철씨를 만나 함께 메러디스 빅토리호를 '민간 배로는 가장 많은 사람을 태우고 항해한 배'로 기네스북에 등재를 신청하였다. 이후 1954년 뉴욕 코넬대 로스쿨를 졸업하고 미국 뉴욕주 변호사로 활동하면서 뉴욕주 해군 민병대에서 복무하여 해군 제독 소장(Rear Admiral in the New York Naval Militia)까지 진급하였다.
2006년 외국인으로서는 처음으로 재향군인회로부터 '향군대휘장'을 받았고, 우석대에서 명예박사 학위를 받았으며, 2008년 2월에는 이명박 대통령 취임식에 초대되어 참석했다. 1997년과 1998년에는 미 국무부의 요청을 받아 미군 실종자 유해발굴작업을 위해 조선민주주의인민공화국을 방문하기도 했다. 러니는 2004년 기네스북 기록 등재 직후 소감에서 "철수 당시의 진정한 영웅은 선원이라기보다 죽음의 극한 공포속에서 굳건한 용기와 신념을 보여준 피난민이었다"고 말했다. 2022년 3월 10일 별세했다.

## 대중문화 속의 메러디스 빅토리호
- 높고 푸른 사다리 (공지영 장편 소설) (2013년)

흥남철수 작전, 마리너스 수사, 왜관수도원이 뉴턴시의 성 바오로 수도원을 인수하는 역사적 사건들을 소설의 모티브로 삼아 작업한 장편 소설.
- 국제시장 (영화) (2014년)

영화 국제시장의 첫장면에서 어린 주인공 윤덕수(황정민 역)가 배를 타고, 흥남에서 내려오는 장면으로 시작된다.
- 타임리스 (드라마)(2016년)

시즌2 에피소드 11화, 12화 〈크리스마스의 기적〉1~2부에서 이 배가 언급된다.
- 메러디스 빅토리호의 기적 (영화 오페라) (2022년)

14,000명의 피난민의 거제까지의 항해를 오페라 음악극으로 공연된 작품

## 같이 보기
- 현봉학